# درة دون (ميانكوه)
درة دون (بالفارسية: دره دون) هي قرية تقع في إيران في Miankuh Rural District. يقدر عدد سكانها بـ 0 نسمة بحسب إحصاء 2016.